# Europees kampioenschap volleybal vrouwen 2013 (kwalificatie)
Deze pagina beschreef het kwalificatieproces voor het Europees kampioenschap volleybal dat werd gehouden van 6 september tot en met 14 september 2013 in Duitsland. 26 landen streden om 9 plaatsen in het eindtoernooi.

## Kalender
| Ronde        | Data                                 |
| ------------ | ------------------------------------ |
| Eerste ronde | 12 mei 2012 & 20 mei 2012            |
| Tweede ronde | 6 september 2012 - 17 september 2012 |
| Derde ronde  | 17 mei 2013 - 27 mei 2013            |

## Eerste Ronde
- Data: 12 mei 2012 - 20 mei 2012

| Team 1  | Tot. | Team 2 | 1e wedstr. | 2e wedstr. |
| ------- | ---- | ------ | ---------- | ---------- |
| Letland | 2–0  | Cyprus | 3–0        | 3–0        |

### Uitslagen
| datum  | Tijd  | Team 1  | Uitslag | Team 2  | Set 1 | Set 2 | Set 3 | Set 4 | Set 5 | Totaal |
| ------ | ----- | ------- | ------- | ------- | ----- | ----- | ----- | ----- | ----- | ------ |
| 12 mei | 18:00 | Letland | 3-0     | Cyprus  | 25-17 | 25-23 | 25-13 | -     | -     | 75-53  |
| 20 mei | 19:00 | Cyprus  | 0-3     | Letland | 12-25 | 24-26 | 22-25 | -     | -     | 58-76  |

Letland plaatst zich voor de 2e ronde

## Tweede Ronde
De wedstrijden in de tweede ronde werden gespeeld van 6 september 2012 tot en met 17 september 2012. De zes groepswinnaars plaatsten zich direct voor de eindronde, terwijl de zes nummers 2 play-offs moesten spelen voor de drie resterende plaatsen.
| Groep A                                                  | Groep B                                                                      | Groep C                                                                          | Groep D                                                                | Groep E                                                       | Groep F                                                                  |
| -------------------------------------------------------- | ---------------------------------------------------------------------------- | -------------------------------------------------------------------------------- | ---------------------------------------------------------------------- | ------------------------------------------------------------- | ------------------------------------------------------------------------ |
| Gastlanden : Slowakije en Israël Slowakije Spanje Zweden | Gastlanden : Nederland en Oekraïne Denemarken Griekenland Nederland Oekraïne | Gastlanden : Finland en Azerbeidzjan Oostenrijk Azerbeidzjan Wit-Rusland Finland | Gastlanden : Roemenië en Kroatië Verenigd Koninkrijk Portugal Roemenië | Gastlanden : Slovenië en België Frankrijk Montenegro Slovenië | Gastlanden : Bulgarije en Hongarije Bulgarije Tsjechië Hongarije Letland |

| Legenda                         |
| ------------------------------- |
| Geplaatst voor het eindtoernooi |
| Geplaatst voor de play-offs     |

### Groep A
|      |           |     | Wedstrijden | Wedstrijden | Sets | Sets | Sets |
| Rank | Team      | Pts | W           | L           | W    | L    |      |
| ---- | --------- | --- | ----------- | ----------- | ---- | ---- | ---- |
| 1    | Spanje    | 14  | 5           | 1           | 17   | 8    |      |
| 2    | Slowakije | 14  | 4           | 2           | 16   | 7    |      |
| 3    | Israël    | 8   | 3           | 3           | 11   | 11   |      |
| 4    | Zweden    | 0   | 0           | 6           | 0    | 18   |      |

onderstaande wedstrijden in Slovakije
| datum      | Tijd  | Team 1    | Uitslag | Team 2    |
| ---------- | ----- | --------- | ------- | --------- |
| 06-09-2012 | 16:00 | Israël    | 3-2     | Spanje    |
| 06-09-2012 | 18:30 | Slowakije | 3-0     | Zweden    |
| 07-09-2012 | 16:00 | Spanje    | 3-0     | Zweden    |
| 07-09-2012 | 18:30 | Israël    | 0-3     | Slowakije |
| 08-09-2012 | 16:00 | Zweden    | 0-3     | Israël    |
| 08-09-2012 | 18:30 | Slowakije | 2-3     | Spanje    |

onderstaande wedstrijden in Israël
| datum      | Tijd  | Team 1    | Uitslag | Team 2    |
| ---------- | ----- | --------- | ------- | --------- |
| 13-09-2012 | 16:00 | Slowakije | 2-3     | Spanje    |
| 13-09-2012 | 18:30 | Zweden    | 0-3     | Israël    |
| 14-09-2012 | 16:00 | Spanje    | 3-0     | Zweden    |
| 14-09-2012 | 18:30 | Israël    | 1-3     | Slowakije |
| 15-09-2012 | 16:00 | Zweden    | 0-3     | Slowakije |
| 15-09-2012 | 18:30 | Israël    | 1-3     | Spanje    |

### Groep B
|      |             |     | Wedstrijden | Wedstrijden | Sets | Sets | Sets |
| Rank | Team        | Pts | W           | L           | W    | L    |      |
| ---- | ----------- | --- | ----------- | ----------- | ---- | ---- | ---- |
| 1    | Nederland   | 17  | 6           | 0           | 18   | 2    |      |
| 2    | Oekraïne    | 13  | 4           | 2           | 14   | 7    |      |
| 3    | Griekenland | 6   | 2           | 4           | 6    | 12   |      |
| 4    | Denemarken  | 0   | 0           | 6           | 1    | 18   |      |

onderstaande wedstrijden in Nederland
| datum      | Tijd  | Team 1      | Uitslag | Team 2      |
| ---------- | ----- | ----------- | ------- | ----------- |
| 07-09-2012 | 18:00 | Nederland   | 3-0     | Denemarken  |
| 07-09-2012 | 20:30 | Oekraïne    | 3-0     | Griekenland |
| 08-09-2012 | 16:30 | Denemarken  | 0-3     | Griekenland |
| 08-09-2012 | 19:00 | Nederland   | 3-0     | Oekraïne    |
| 09-09-2012 | 15:00 | Denemarken  | 1-3     | Oekraïne    |
| 09-09-2012 | 17:30 | Griekenland | 0-3     | Nederland   |

onderstaande wedstrijden in Oekraïne
| datum      | Tijd  | Team 1      | Uitslag | Team 2      |
| ---------- | ----- | ----------- | ------- | ----------- |
| 14-09-2012 | 16:00 | Griekenland | 0-3     | Oekraïne    |
| 14-09-2012 | 18:30 | Denemarken  | 0-3     | Nederland   |
| 15-09-2012 | 16:00 | Oekraïne    | 2-3     | Nederland   |
| 15-09-2012 | 18:30 | Griekenland | 3-0     | Denemarken  |
| 16-09-2012 | 16:30 | Oekraïne    | 3-0     | Denemarken  |
| 16-09-2012 | 18:30 | Nederland   | 3-0     | Griekenland |

### Groep C
|      |              |     | Wedstrijden | Wedstrijden | Sets | Sets | Sets |
| Rank | Team         | Pts | W           | L           | W    | L    |      |
| ---- | ------------ | --- | ----------- | ----------- | ---- | ---- | ---- |
| 1    | Azerbeidzjan | 18  | 6           | 0           | 18   | 0    |      |
| 2    | Wit-Rusland  | 12  | 4           | 2           | 12   | 8    |      |
| 3    | Finland      | 5   | 2           | 4           | 8    | 14   |      |
| 4    | Oostenrijk   | 0   | 0           | 6           | 2    | 18   |      |

### Groep D
|      |                     |     | Wedstrijden | Wedstrijden | Sets | Sets | Sets |
| Rank | Team                | Pts | W           | L           | W    | L    |      |
| ---- | ------------------- | --- | ----------- | ----------- | ---- | ---- | ---- |
| 1    | Kroatië             | 15  | 5           | 1           | 16   | 3    |      |
| 2    | Roemenië            | 15  | 5           | 1           | 7    | 12   |      |
| 3    | Verenigd Koninkrijk | 6   | 2           | 4           | 7    | 12   |      |
| 4    | Portugal            | 0   | 0           | 6           | 0    | 18   |      |

### Groep E
|      |            |     | Wedstrijden | Wedstrijden | Sets | Sets | Sets |
| Rank | Team       | Pts | W           | L           | W    | L    |      |
| ---- | ---------- | --- | ----------- | ----------- | ---- | ---- | ---- |
| 1    | België     | 15  | 5           | 1           | 16   | 3    |      |
| 2    | Frankrijk  | 15  | 5           | 1           | 15   | 4    |      |
| 3    | Slovenië   | 6   | 2           | 3           | 6    | 9    |      |
| 4    | Montenegro | 0   | 0           | 6           | 0    | 18   |      |

### Groep F
|      |           |     | Wedstrijden | Wedstrijden | Sets | Sets | Sets |
| Rank | Team      | Pts | W           | L           | W    | L    |      |
| ---- | --------- | --- | ----------- | ----------- | ---- | ---- | ---- |
| 1    | Bulgarije | 16  | 6           | 0           | 18   | 4    |      |
| 2    | Tsjechië  | 14  | 4           | 2           | 16   | 7    |      |
| 3    | Hongarije | 6   | 2           | 4           | 7    | 14   |      |
| 4    | Letland   | 0   | 0           | 6           | 2    | 18   |      |

## Derde Ronde
- Data: 1 juni tot en met 8 juni 2013.

| Team 1      | Tot.  | Team 2    | 1e wedstr. | 2e wedstr. |
| ----------- | ----- | --------- | ---------- | ---------- |
| Oekraïne    | 1-1 1 | Frankrijk | 3-1        | 2-3        |
| Roemenië    | 0-2   | Tsjechië  | 0-3        | 1-3        |
| Wit-Rusland | 1-1 2 | Slowakije | 3-0        | 1-3        |

- Indien beide landen 1 wedstrijd winnen volgt er een Golden Set
- 1 Frankrijk won de Golden set 15-11.
- 2 Wit-Rusland won de Golden Set 16-14.

### Eerste wedstrijd
| Datum       |             | Score |           | Set 1 | Set 2 | Set 3 | Set 4 | Set 5 | Totaal |
| ----------- | ----------- | ----- | --------- | ----- | ----- | ----- | ----- | ----- | ------ |
| 1 juni 2013 | Oekraïne    | 3-1   | Frankrijk | 25-23 | 25-17 | 24-26 | 30-28 | -     | 104-94 |
| 1 juni 2013 | Roemenië    | 0-3   | Tsjechië  | 17-25 | 19-25 | 25-27 | -     | -     | 61-77  |
| 1 juni 2013 | Wit-Rusland | 3-0   | Slowakije | 25-19 | 25-10 | 25-17 | -     | -     | 75-46  |

### Wedstrijd 2
| Datum       |           | Score |             | Set 1 | Set 2 | Set 3 | Set 4 | Set 5 | Goldenset | Totaal  |
| ----------- | --------- | ----- | ----------- | ----- | ----- | ----- | ----- | ----- | --------- | ------- |
| 6 juni 2013 | Slowakije | 3-1   | Wit-Rusland | 15-25 | 25-19 | 25-17 | 25-20 | -     | 14-16     | 104-97  |
| 8 juni 2013 | Frankrijk | 3-2   | Oekraïne    | 20-25 | 25-23 | 25-20 | 18-25 | 15-8  | 15-11     | 118-112 |
| 8 juni 2013 | Tsjechië  | 3-1   | Roemenië    | 25-11 | 25-18 | 23-25 | 25-22 | -     | -         | 98-76   |

## Gekwalificeerde landen
| Gastlanden            | Via EK 2011                         | Groepswinnaars kwalificatie                                                                                        | Via play-off                   |
| --------------------- | ----------------------------------- | --- | ------------------------------ |
| Duitsland Zwitserland | Servië Turkije Italië Polen Rusland | Spanje (Groep A) Nederland (Groep B) Azerbeidzjan (Groep C) Kroatië (Groep D) België (Groep E) Bulgarije (Groep F) | Wit-Rusland Frankrijk Tsjechië |